# American College of Sports Medicine

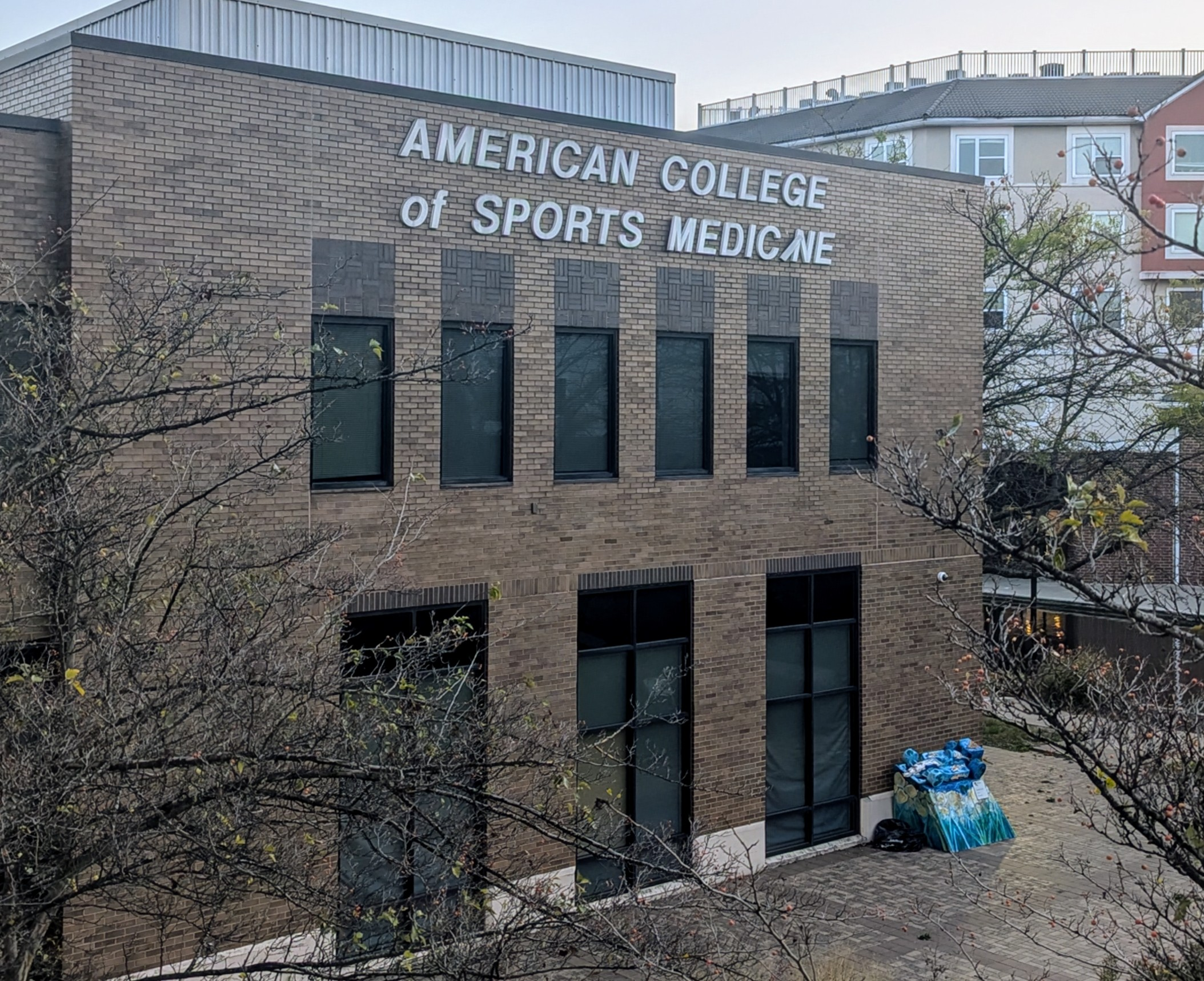
Der Hauptsitz des American College of Sports Medicine in Indianapolis, Indiana, USA

Das American College of Sports Medicine (ACSM) ist eine große gemeinnützige Organisation für Sportmedizin und Arbeitsphysiologie.
Sie wurde 1954 gegründet, um gegen die damals eher pädagogisch ausgerichtete National Academy of Kinesiology und American Association for Health, Physical Education, and Recreation (AAHPER) ein naturwissenschaftliches Gegengewicht zu haben und sich gleichzeitig in dem Umfeld der medizinischen Wissenschaften eigenständig zu behaupten. Die Gründer schauten damals vor allem auf Deutschland als führendes Land in der Sportmedizin.  Die Organisation veranstaltet einen sehr großen jährlichen wissenschaftlichen Kongress, gibt sportmedizinische Zeitschriften heraus, bildet Mediziner zu Sportmedizinern weiter und zertifiziert diese. Die Empfehlungen der ACSM haben weitreichende Konsequenzen, da der gesamte Verband dahinter steht.
Der Sitz der ACSM ist seit 1984 in Indianapolis, Indiana.
Die Gründer waren:
- Clifford Brownell, Ph.D.
- Ernst Jokl, M.D.,
- Peter V. Karpovich, M.D.,
- Leonard Larson, Ph.D.
- Grover Mueller, M.S.,
- Neils Neilson, Ph.D,
- Josephine Rathbone, Ph.D.
- Arthur H. Steinhaus, Ph.D.
- Louis F. Bishop, M.D.
- Albert Hyman, M.D.,
- Joseph Wolffe, M.D.

## Zeitschriften der ACSM
Die vier Zeitschriften des ACSM zeigen wichtige Beiträge zur Forschung, klinischen und praktischen Anwendung der Sportmedizin im weitesten Sinne:
- Medicine & Science in Sports & Exercise
- Exercise and Sport Sciences Reviews
- Current Sports Medicine Reports
- ACSM‘s Health & Fitness Journal

## Zertifizierungen
ACSM bot 2016 zehn verschiedene Zertifizierungen an:
- ACSM Certified Personal Trainer
- ACSM Certified Group Exercise Instructor
- ACSM Certified Exercise Physiologist
- ACSM Certified Clinical Exercise Physiologist
- ACSM Registered Clinical Exercise Physiologist
- Exercise is Medicine Credential
- ARP/ACSM Certified Ringside Physician
- ACSM/NCHPAD Certified Inclusive Fitness Trainer
- ACSM/ACS Certified Cancer Exercise Trainer
- Physical Activity in Public Health Specialist